# Тайбао
Тайбао (кит. 太保市) — город на острове Тайвань, административный центр уезда Цзяи.

## География
Город находится в юго-западной части острова, на расстоянии приблизительно 10 километров к западу от Цзяи, на высоте 17 метров над уровнем моря.

## Население
По оценочным данным, на 2006 год численность населения города составляла 35 180 человек.
Динамика численности населения Тайбао по годам:
| 1989   | 1993   | 1998   | 2003   | 2004   | 2005   | 2006   | 2012   |
| ------ | ------ | ------ | ------ | ------ | ------ | ------ | ------ |
| 26 920 | 28 706 | 31 454 | 34 330 | 34 597 | 35 066 | 35 180 | 36 589 |

## Транспорт
Ближайший гражданский аэропорт находится в городе Цзяи. В городе расположена станция высокоскоростной железной дороги (THSR).